# AG Гидры
AG Гидры (лат. AG Hydrae) — карликовая новая, двойная катаклизмическая переменная звезда типа SU Большой Медведицы (UGSU:) в созвездии Гидры на расстоянии (вычисленном из значения параллакса) приблизительно 4223 световых лет (около 1295 парсек) от Солнца. Фотографическая звёздная величина звезды — от менее +16,5m до +14,3m. Орбитальный период — около 0,238 суток (5,712 часа).
Открыта Эмили Хьюз Бойс в 1936 году*.

## Характеристики
Первый компонент — аккрецирующий белый карлик.
Второй компонент — оранжевая звезда спектрального класса K. Эффективная температура — около 4603 K.